# Жолудь (геральдика)
Жолудь — поширена фігура в геральдиці, яка з'являється на гербах окремо або в поєднанні з дубовим листям. Він заснований на типовому зовнішньому вигляді стиглих плодів, які все ще знаходяться на дереві або завжди знаходяться в плюсці для плодів, порід дуба, що поширені в Центральній і Південній Європі (наприклад, звичайного дуба, також відомого як «німецький дуб»), і зазвичай зображується зі стеблом і часто вертикально (стоячи або такий, що висить).
Відтінок (забарвлення) найчастіше золотий (жовтий), іноді також зелений або червоний, рідше срібний (білий). Плодова чашка іноді має інший зелений відтінок, як правило, з таким самим відтінком, як плодове тіло, покрите чорною діагональною сіткою (тобто протягнутий до краю часткової фігури; навіть рідко засвідчується, тобто не є безперервним до краю часткової фігури), так що вона може виглядати темнішою без використання негеральдичного кольору.

## Галерея

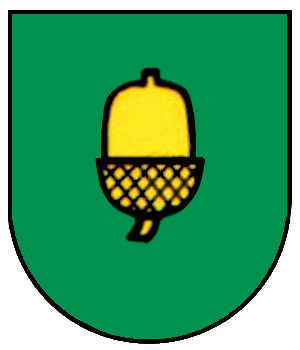
Айхельберг (округ Айхвальд)
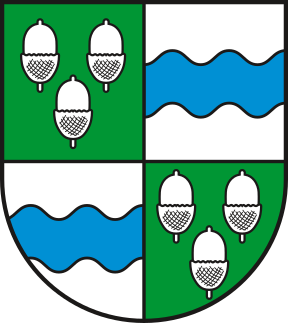
Бідеріц
Дреєйченганн
Еклак
Айхельгардт
Айхенау
Ной-Айхенберг
Айхштет
Спільна громада Ельбталауе
Гьоттлін
Кірхардт
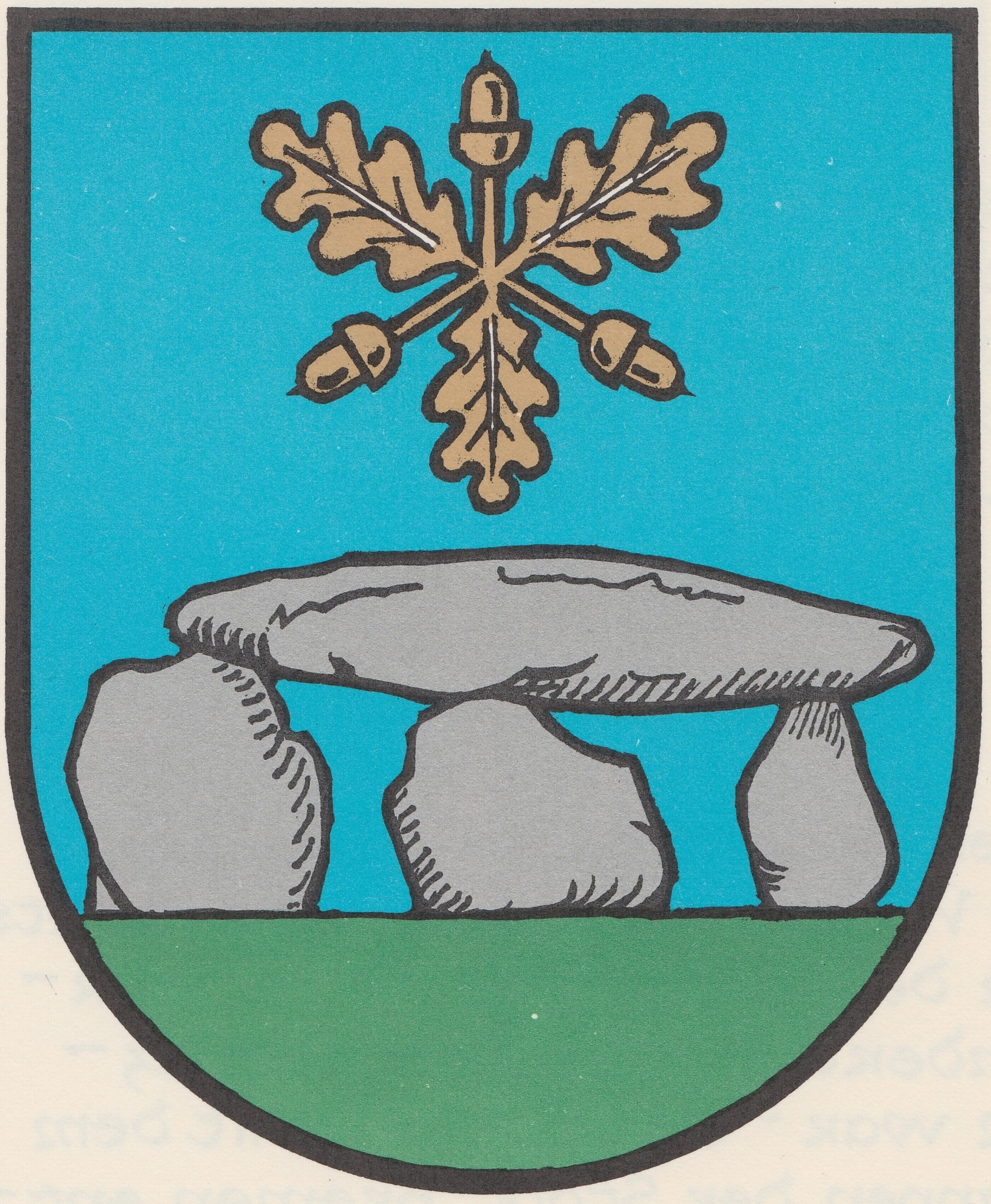
Ленштедт
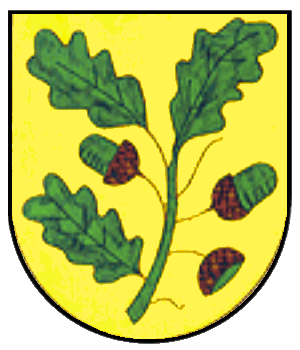
Швайндорф
Віннвайлер
Актон-Вейл, Квебек, Канада
Дубова Колода, Польща
[[Дембова-Лонка (гміна)|]], Польща
Шаванн-ле-Шен
Вюренлінген
Дубниця-над-Вагом, Словаччина
Брненець
Чески Дуб
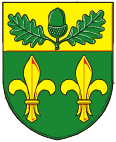
Дуб над Моравою
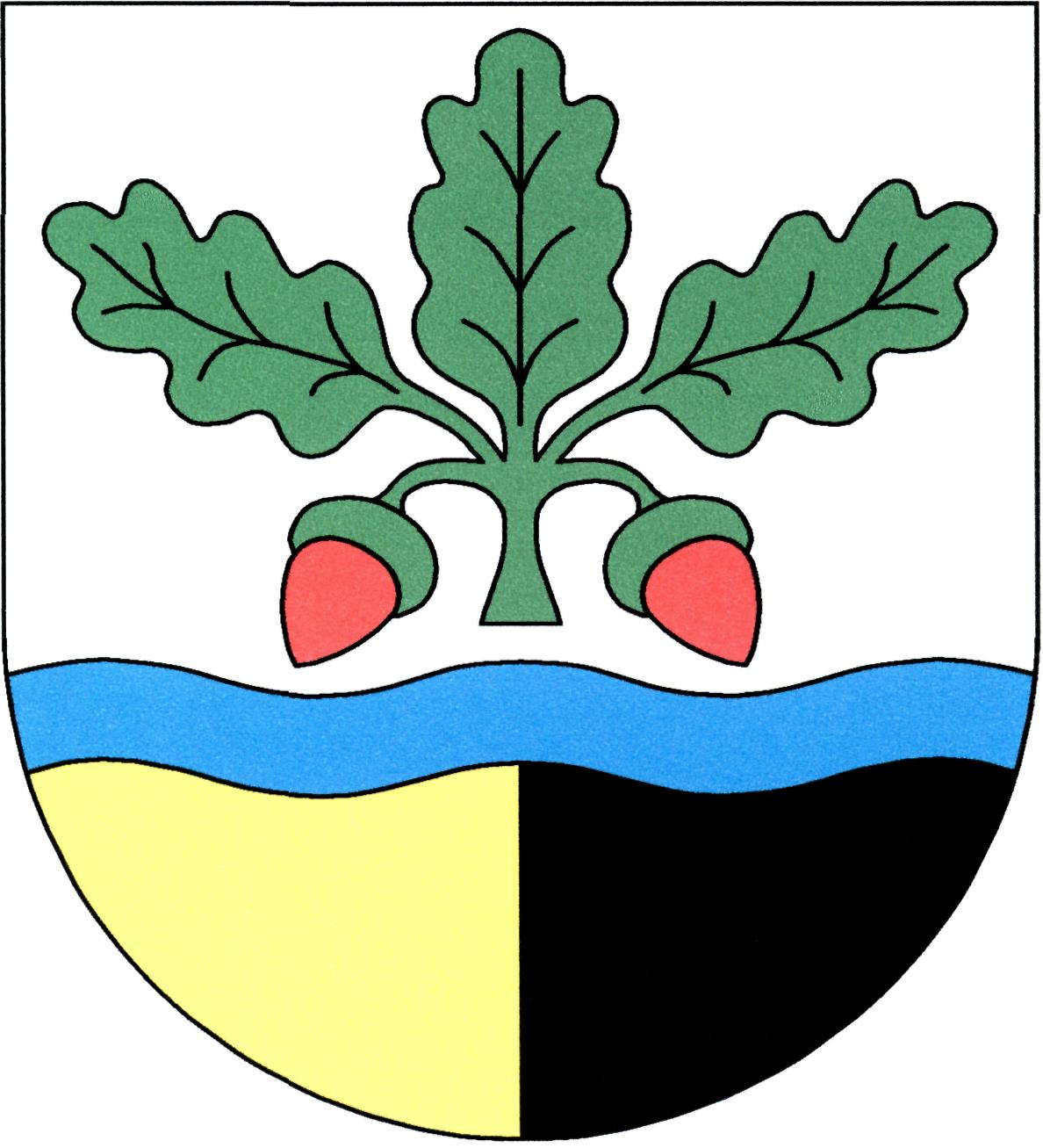
Дубніце під Ральскемом
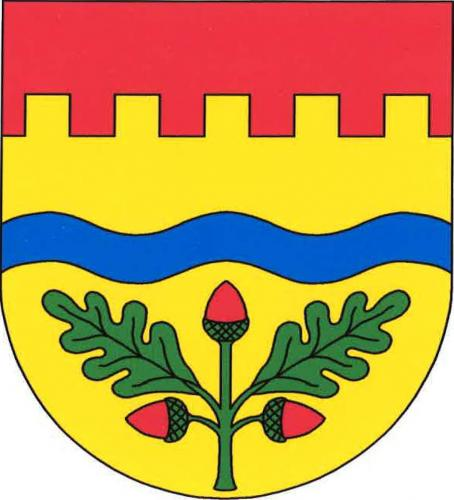
Градистко у Садське
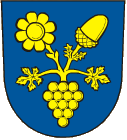
Ліхнов у Брунталу
Коренов
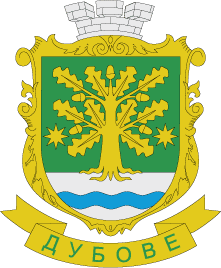
Дуброве, Україна